# Lainate
Lainate település Olaszországban, Lombardia régióban, Milánó megyében. Lakosainak száma 26 228 fő (2023. január 1.). Lainate Arese, Garbagnate Milanese, Origgio, Pogliano Milanese, Rho, Caronno Pertusella és Nerviano községekkel határos.

## Népesség
A település lakossága az elmúlt években az alábbi módon változott:
| Lakosok száma | 25 573 | 25 754 | 25 763 | 26 228 |
|               | 2013   | 2017   | 2018   | 2023   |